# Hod Hasjaron
Hod Hasjaron (Hebreeuws:הוֹד הַשָּׁרוֹן, Arabisch: هود هاشرون) is een stad in Israël, gelegen in het district Centrum. De stad is gesticht in 1964. In 1990 verwierf Hod Hasjaron stadsrechten.

## Burgemeesters
- Ezra Binyamini (1990-2003)
- Chai Adiv (sinds 2003)

## Geboren
- Michal Biran (1978), politica
- Bar Refaeli (1985), model
- Imri Ziv (1991), zanger
- Netta Barzilai (1993), zangeres
- Shira Haas (1995), actrice
- Omri Gandelman (2000), voetballer

## Zustersteden
- Dorsten in Duitsland, sinds 1994